# Fredsberg-Bäcks församling
Fredsberg-Bäcks församling är en församling i Vadsbo kontrakt i Skara stift. Församlingen ligger i Töreboda kommun i Västra Götalands län och ingår i Töreboda pastorat.

## Administrativ historik
Församlingen bildades 2010 genom sammanslagning av Bäcks församling och Fredsbergs församling och ingår sedan dess i Töreboda pastorat.

## Kyrkor

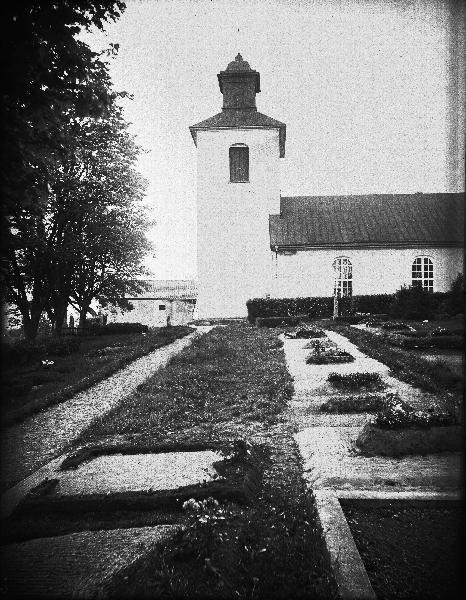
Fredsbergs kyrka
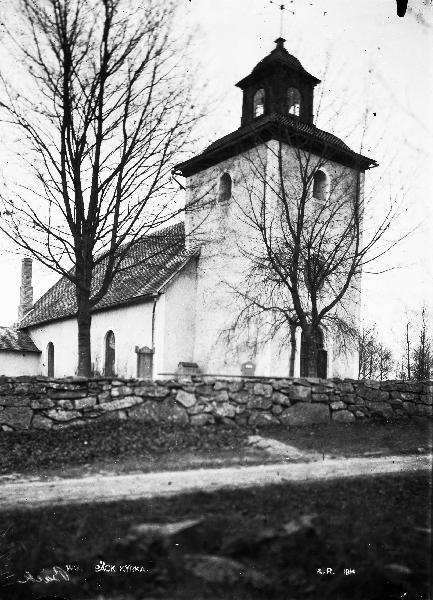
Bäcks kyrka